# دنی وودوارد
دنی وودوارد (انگلیسی: Dani Woodward؛ زاده ۷ مارس ۱۹۸۴) یک بازیگر پورنوگرافی اهل ایالات متحده آمریکا است.